# Pierre de Tjängvide

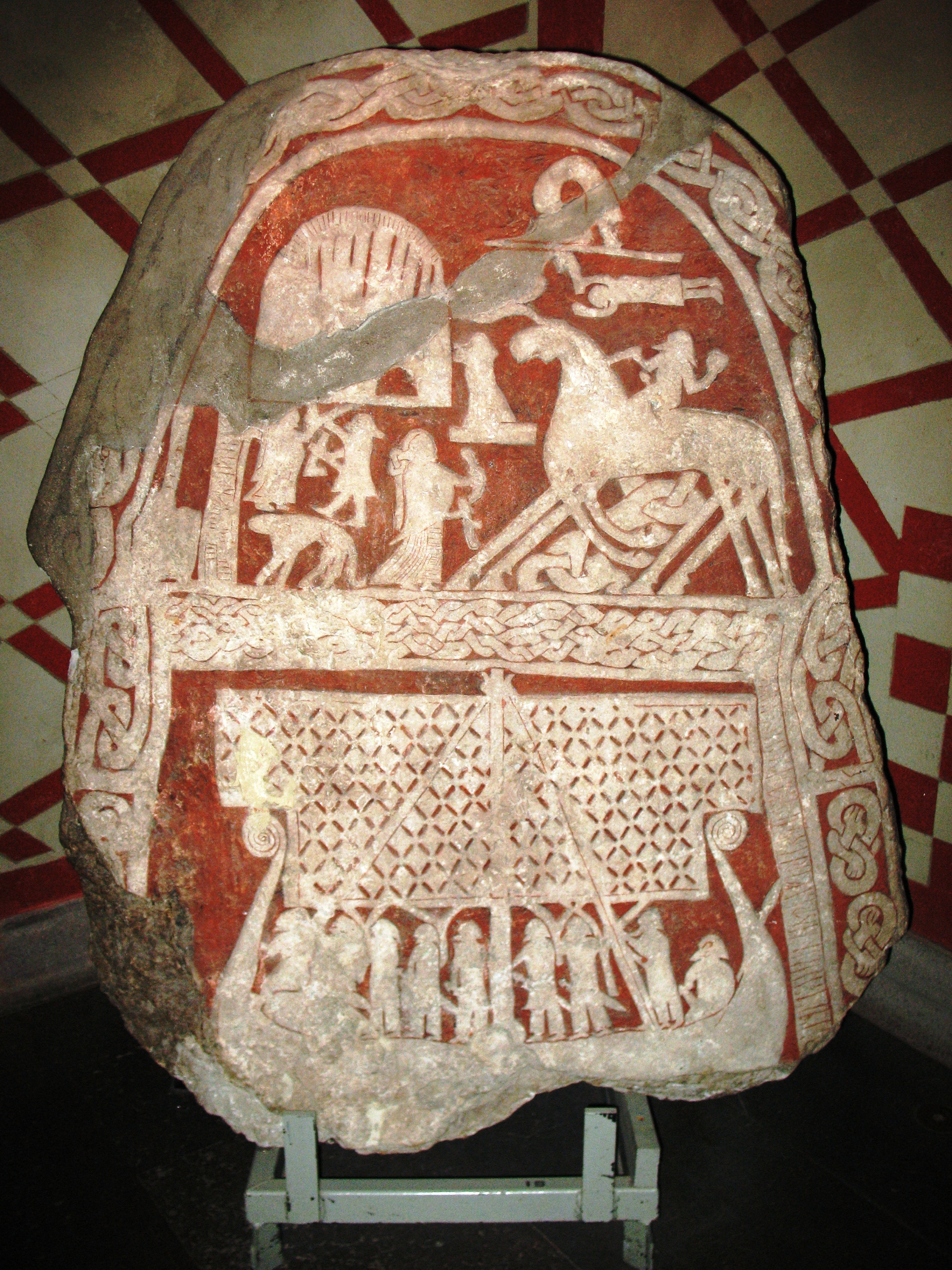
La pierre de Tjängvide.

La  pierre de Tjängvide (G 110) est une pierre historiée découverte en 1844 dans la ferme de Tjängvide (ɕɛŋviːdə) dans le Gotland, à présent exposée au musée historique de Stockholm. Il s'agit d'une pierre plate calcaire qui mesure 1,7 mètre de haut, 1,2 mètre de large et 0,3 mètre d'épaisseur. Elle est probablement d'origine païenne car elle ne comporte aucune trace d'élément chrétien. L'une des figures représentées sur cette pierre sert désormais de logo au musée historique de Stockholm.

## Imagerie
La pierre est ornée de plusieurs figures dans sa partie supérieure et inférieure, qui sont séparées par un motif tressé qui ressemble à une série de valknuts. 

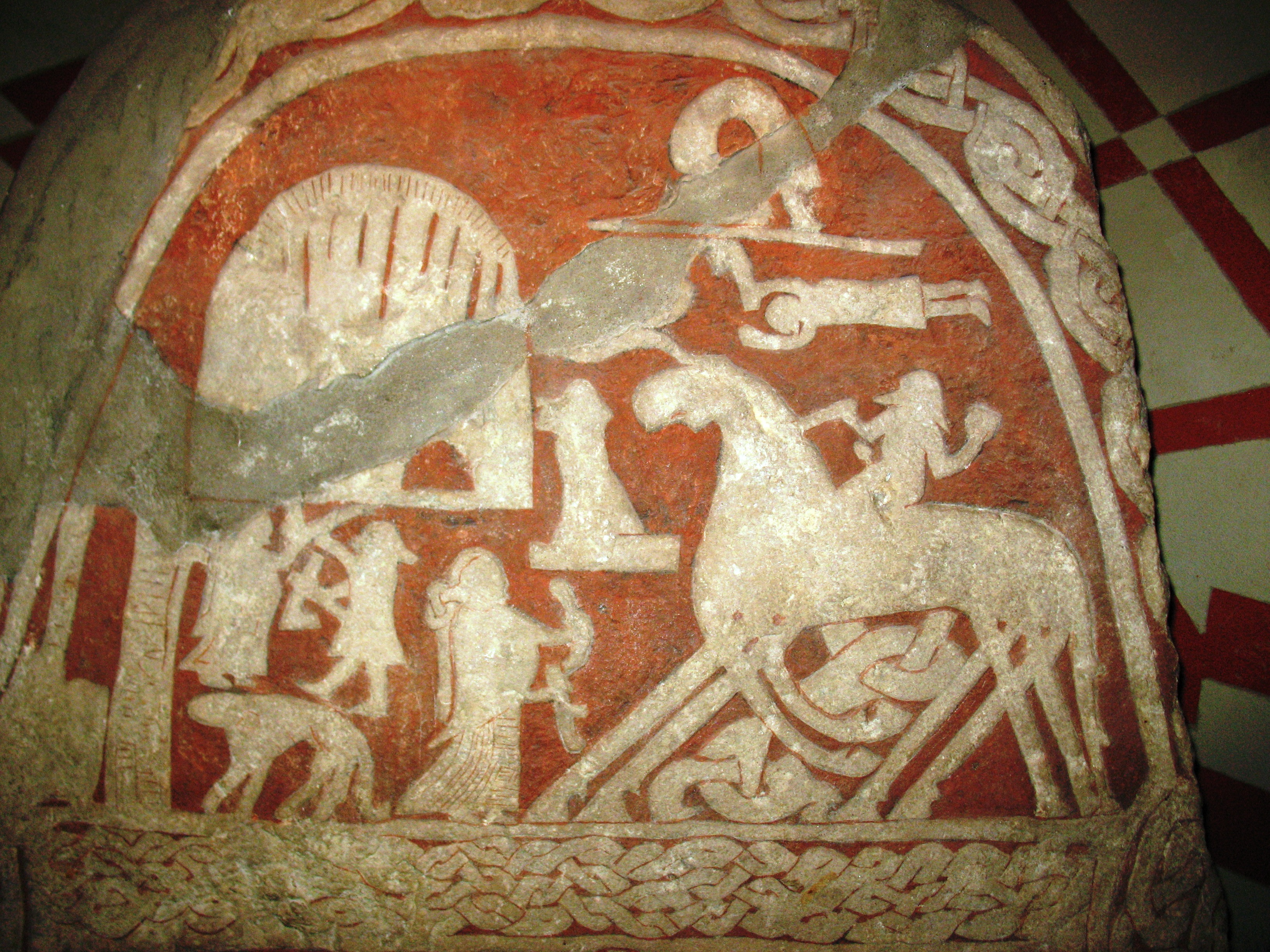
Partie haute de la pierre de Tjängvide

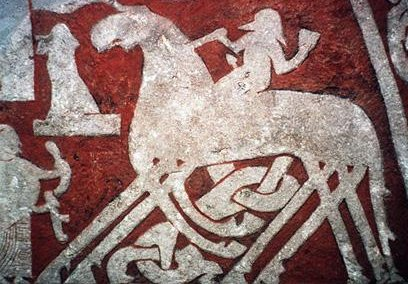
Détail sur le cavalier et le cheval à huit jambes

Dans la partie haute est représenté un très grand cheval à huit jambes portant un petit cavalier à qui une femme tend une corne à boire et quelques autres figures plus difficilement identifiables, dont un animal quadrupède.
Le cavalier sur son cheval est habituellement décrit comme étant Odin sur sa monture grise à huit jambes, Sleipnir, ou un mort entrant au Valhalla sur le cheval d'Odin,,. La femme est décrite comme étant une valkyrie.
Il existe aussi des interprétations alternatives de la scène, selon lesquelles le cavalier serait Sigurd chevauchant Grani (un fils de Sleipnir) et la femme qui l'accueille serait Grimhild, qui accueillit effectivement Sigurd à la cour des Gjukungs. Il est également possible que les huit jambes symbolisent tout simplement la grande vitesse du cheval et que le cavalier soit accueilli par sa femme. L'homme qui est représenté derrière la femme semble porter un arc, et il a été suggéré qu'il serait un chasseur mort participant à une chasse éternelle, et que l'animal quadrupède serait son chien
La partie en bas de la pierre est presque entièrement remplie par l'image d'un drakkar avec de hautes figures à la proue et la poupe. La voile est presque aussi large que le navire est long.

## Inscriptions
Des inscriptions dans le coin en haut à gauche forment une ligne runique, mais bon nombre d'entre elles sont perdues. Des inscriptions runiques de droite, seule une moitié ont été préservées. Les inscriptions runiques ne séparent pas les mots les uns des autres, et ce sont des runes scandinaves. Au-dessous figurent des inscriptions relevées par le projet Rundata.

### Transcriptions
- A fuorkhn... ...fuþr-...
- B ... (r)aisti stainin aft iurulf bruþur sin ÷ sikuif(i)r(t)(u)(a)(n)k(i)sifil

### Transcriptions en vieux norrois
- A fuþork ...
- B ... ræisti stæininn æftiR Hiorulf/Iorulf, broður sinn ...

### Transcription en français
- A fuþork ...
- B ... pierre érigée en mémoire de Hjôrulfr/Jórulfr, son frère ...